# Proletarská přehrada
Proletarská přehrada (rusky Пролетарское водохранилище) je přehradní nádrž na území Rostovské oblasti, Kalmycké republiky a Stavropolského kraje v Rusku. Má rozlohu 798 km². Je 190 km dlouhá a maximálně 13 km široká. Průměrná hloubka je 2,6 m. Má objem 2,03 km³.

## Vodní režim
Nádrž za přehradní hrází na řece Západní Manyč byla naplněna v letech 1939-41 a v zóně vzdutí se nachází i jezero Manyč-Gudilo. Úroveň hladiny kolísá v rozsahu 1,5 m.

## Využití
Reguluje sezónní kolísání průtoku. Využívá se pro vodní dopravu, rybářství, zavlažování a energetiku.